# Васегор, Гертруда
Гертруда Васегор (дат. Gertrud Vasegaard, урождённая Йорт (дат. Hjorth); 1913—2007) — датская керамистка, получившая известность прежде всего благодаря своему чайному сервизу (1956), который был включён в Датский культурный канон. Работая дизайнером для мануфактур Bing & Grøndahl и Royal Copenhagen, она также имела свою собственную мастерскую, где вместе с ней трудилась её дочь Мюре.

## Ранняя биография и семья
Васегор был внучкой Лорица Йорта, который в 1859 году основал Борнхольмскую гончарную фабрику в Рённе, и дочерью Ганса Йорта, который впоследствии унаследовал её вместе со своим братом Петером. Йоханна Тведе Брюн, её мать, была художницей. После окончания школы в 1927 году Гертуруда начала заниматься украшением коричневой неглазурованной керамики, производимой фабрикой. В 1930 году она обучалась на отделении керамики в Школе искусств и ремёсел, которая тогда совсем недавно открылась в Копенгагене. Параллельно Гертруда продолжала совершенствовать свои навыки, работая с керамистом Кристианом Поульсеном (1911—1991) и с Арне Бангом (1901—1983) на стекольном заводе Хольмегор. Два года спустя она оставила школу, чтобы стать ученицей в новой мастерской, которой руководили Аксель Сальто (1889—1961) и Боде Виллумсен (1895—1987).

## Карьера
В 1933 году Васегор вернулась в Борнхольм, где вместе со своей сестрой Лисбет открыла студию в Гудьеме. Они начали производить гончарные изделия и керамику, выставляясь в Копенгагене в том же году.
В 1938 году Васегор переехала в Холькадален, расположенный близ Гудьема, вместе со своим мужем Сигурдом (за которого она вышла замуж в 1935 году) и дочерью Мюре. Там она создавала глиняные кружки и чаши декоративного вида, которые предназначались в качестве основ для дальнейшей обработки. В 1945 году по предложению Акселя Роде и из-за трудностей с поставками материалов для своего производства в послевоенный период Васегор работала в компании Bing & Grøndahl в течение зимы, вернувшись в свою мастерскую в Борнхольме до истечения года. В 1949 году она стала штатным работником этого предприятия, где трудилась в течение следующих 10 лет, специализируясь на керамике. Вскоре та стала одним из самых успешных продуктов фирмы, открыв новую эру для датского дизайна. Её любимыми цветами отделки были светло-зелёные, прозрачно-белые, светло-голубые и нефритовые. Особую известность ей принёс чайный сервиз (1956) с шестигранным чайником и чашками без ручек, прекрасно приспособленный для промышленного производства. Её три фарфоровых обеденных сервиза (1961—1975), которые она спроектировала для Royal Copenhagen, также имели успех. К ним относились: Capella без украшений, Gemina с голубым украшением без глазури и Gemma с отпечатанным украшением.
В конце 1958 года Васегор покинула Bing & Grøndahl и вместе с Роде (за которого вышла замуж в 1961 году) и своей дочерью основала новую мастерскую во Фредериксберге. Последовали годы плодотворного сотрудничества, особенно между матерью и дочерью, которые работали в одиночку с 1969 года. Кружки Васегор, чаши и покрытые геометрическими узорами блюда были популярны не только в Дании, но и получили международное признание.

## Стиль

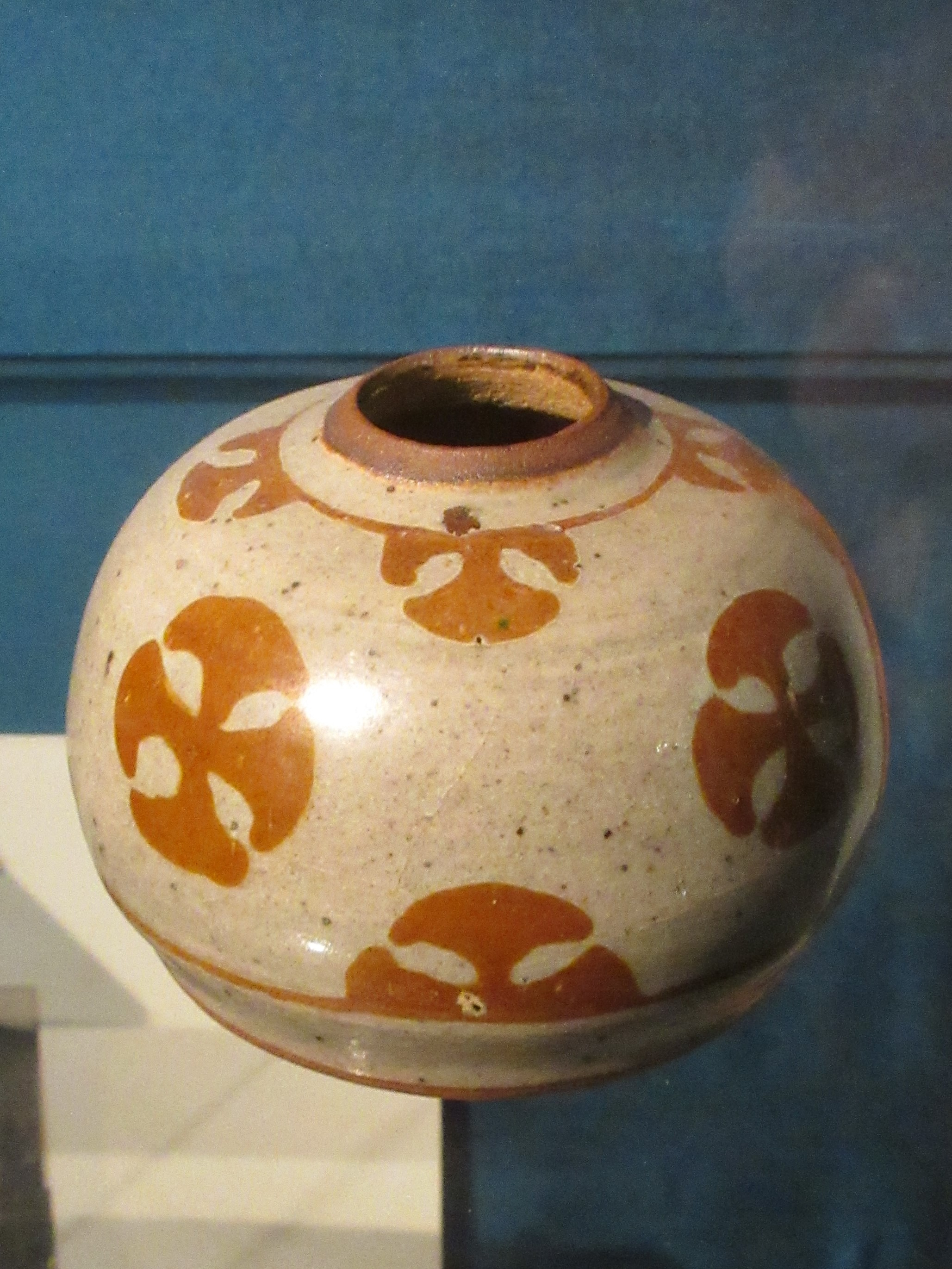
Ваза Васегор 1950-х годов. Датский музей искусства и дизайна, 2018.

Функциональные керамические чаши и вазы Васегор были слегка окрашены и декорированы простыми сдержанными узорами, такими как полосы и клеточки или ряды ступенчатых линий. Многие из её вещей — это большие простые предметы, часто неглазурованные, с геометрическими украшениями, где несколько мазков кисти подчёркивают форму предмета.

## Награды
Васегор была награждена золотой медалью на Миланской триеннале в 1957 году, медалью Эккерсберга в 1963 году, Kunsthåndværkerrådets Årspris (ежегодная премия в области искусств и ремёсел) в 1979 году, медалью Торвальда Биндесбёля и шведской медалью принца Евгения в 1981 году, а также медалью К. Ф. Хансена в 1992 году.